# Selenidium cantoui
Selenidium cantoui is een soort in de taxonomische indeling van de Myzozoa, een stam van microscopische parasitaire dieren. Het organisme komt uit het geslacht Selenidium en behoort tot de familie Selenidiidae. Selenidium cantoui werd in 1979 ontdekt door Ormieres.